# Chabeso

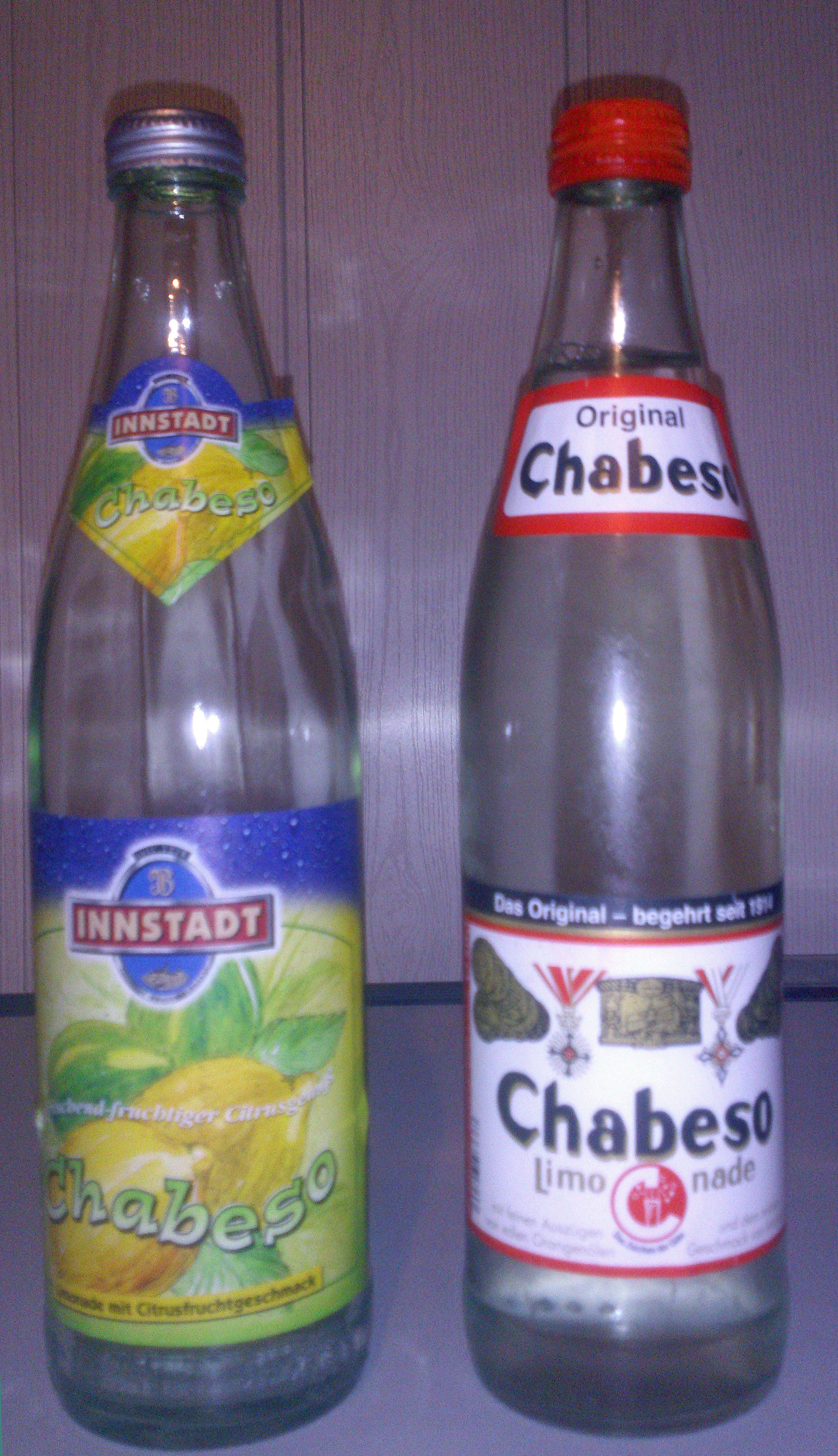
Chabesoflaschen der Innstadt-Brauerei Passau und des Brauhauses Riegele Augsburg

Chabeso ist der Name einer seit 1911 in Deutschland hergestellten Limonadenmarke auf der Basis von L-(+)-Milchsäure. Chabeso war in der Vorkriegszeit weit verbreitet und wird heute vom Augsburger Brauhaus Riegele und der Innstadt Brauerei in Passau sowie von der Fuglsang-Brauerei im dänischen Hadersleben produziert. Der Name Chabeso leitet sich vom Fabrikanten Christoph Heinrich Boehringer und von den Initialen von dessen Chemieunternehmen C.H. Boehringer Sohn ab (C.H(a). B(e)oehringer Sohn), das heute unter dem Namen Boehringer Ingelheim produziert. Chabeso ist seit 1939 ebenso der Produktname eines Zitronen-Kracherls aus Wattens (Tirol, Österreich).

## Geschichte
Chabeso wurde um die Jahrhundertwende (19. auf 20.) vom Nahrungsmittelchemiker Ernst Büschler erfunden, nachdem er eine probiotische Schrift von Ilja Iljitsch Metschnikow gelesen hatte, in der ein Zusammenhang zwischen dem hohen Lebensalter von Bulgaren und Rumänen und dem regelmäßigen Verzehr von saurer Milch hergestellt wurde.
1895 machte das Chemieunternehmen C. H. Boehringer Sohn die Entdeckung, wie Milchsäure mit Hilfe von Bakterien in großen Mengen hergestellt werden konnte. So wurde das Unternehmen zum Pionier der biotechnologischen Herstellung in industriellem Maßstab. 1911 brachte C. H. Boehringer Sohn mit der Gründung der Chabeso GmbH in Mainz als Tochtergesellschaft die alkoholfreie Limonade erstmals auf den Markt, wobei sich der Name „Chabeso“ aus dem Namen der Firma ableitete.
Ab dem 17. März 1914 wurde das Getränk in Deutschland und bald auch weltweit hergestellt.

„Chabeso führt den Körper die ihm dringend notwendige Milchsäure in angenehmer und wohlschmeckender Form zu.“

In den 1920er Jahren wurde Chabeso im Lizenzvertragssystem vertrieben. Geliefert wurde der Geschmack gebende Grundstoff, den C. H. Boehringer Sohn an Abfüllunternehmen verkaufte. Zwischen 1925 und 1932 gewann Chabeso auf internationalen Messen und Ausstellungen Medaillen und Ehrenplaketten.
1931 führte Chabeso erfolgreich einen Prozess gegen den Augsburger Limonadefabrikanten Andreas Brenner, der Gerüchte in Umlauf gebracht hatte, das Unternehmen sei in jüdischer Hand und produziere „Judenwasser“.
Bis zum Zweiten Weltkrieg gab es in Deutschland 57 Chabeso-Fabriken, weitere in Belgien, den USA, Argentinien, Island, Ägypten und im Vorderen Orient. Nach dem Krieg hat sich Chabeso jedoch nur noch in wenigen Fabriken weiter erhalten.
Nach dem Zweiten Weltkrieg kamen Chabeso-Mixgetränke auf. Dem schnelllebigen Markt der Nachkriegszeit war die Chabeso-Produktion allerdings nicht gewachsen, so dass sie in den 1960er Jahren zuletzt in Biberach an der Riß eingestellt wurde. Ende der 1980er Jahre erwarb das Brauhaus Riegele die Namensrechte und führte das Produkt 2006 neu ein. Auch die Passauer Innstadt Brauerei vertreibt ihre Limonade unter dem Namen Chabeso.

## Inhalt
Chabeso enthält L-(+)-Milchsäure, natürliche Fruchtauszüge wie z. B. Orangenöle, Mineralwasser, Zucker, Kohlensäure und natürliche Aromen.

## Vertrieb

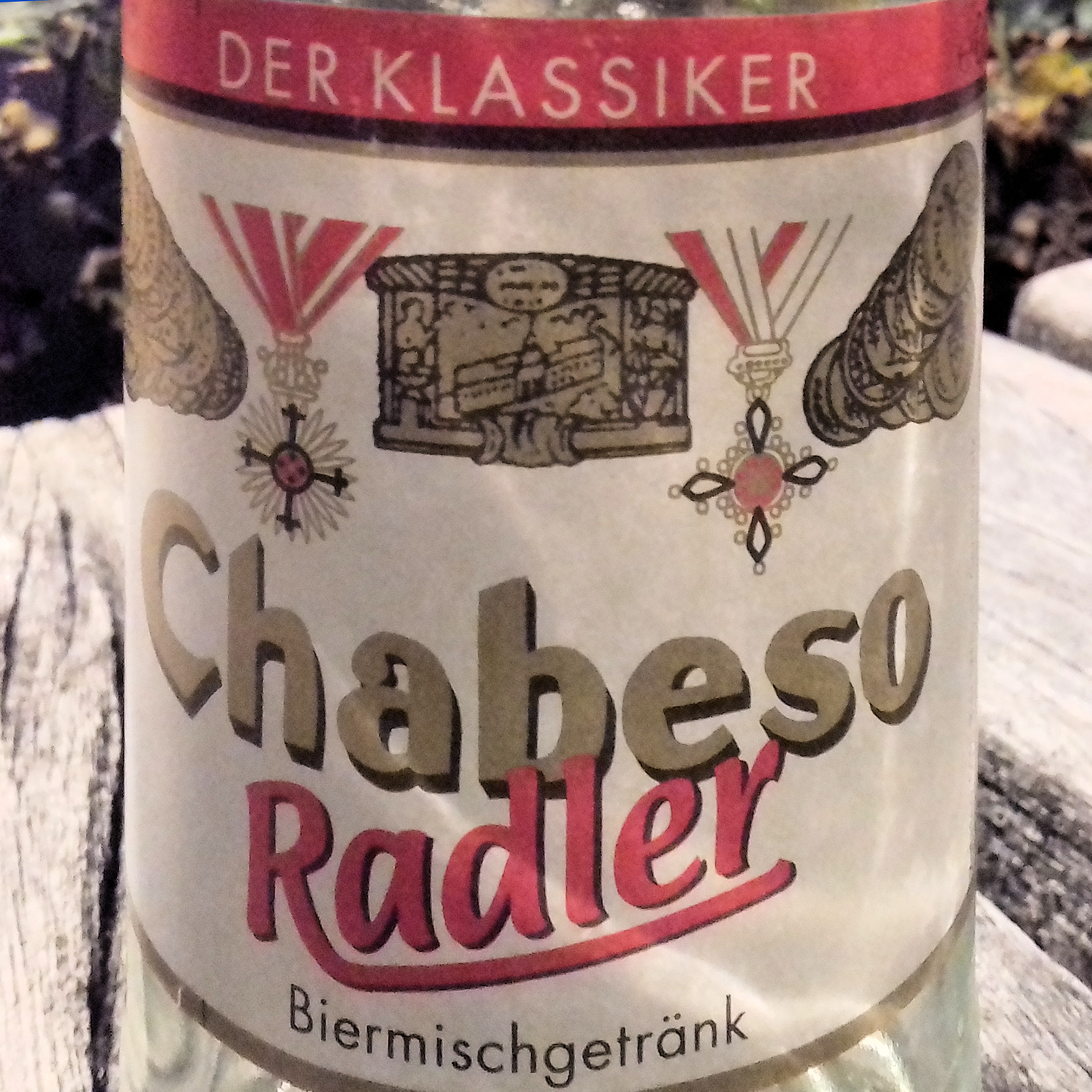
Chabeso Radler

Chabeso-Limonade wird vom Brauhaus Riegele in einer 0,33-Liter-Flasche mit Kronkorkenverschluss sowie in einer 0,5-Liter-Flasche mit Schraubverschluss angeboten. Weiterhin gibt es das Biermixgetränk Chabeso-Radler, das in den gleichen Flaschengrößen erhältlich ist.

## Chabeso (Wattens)

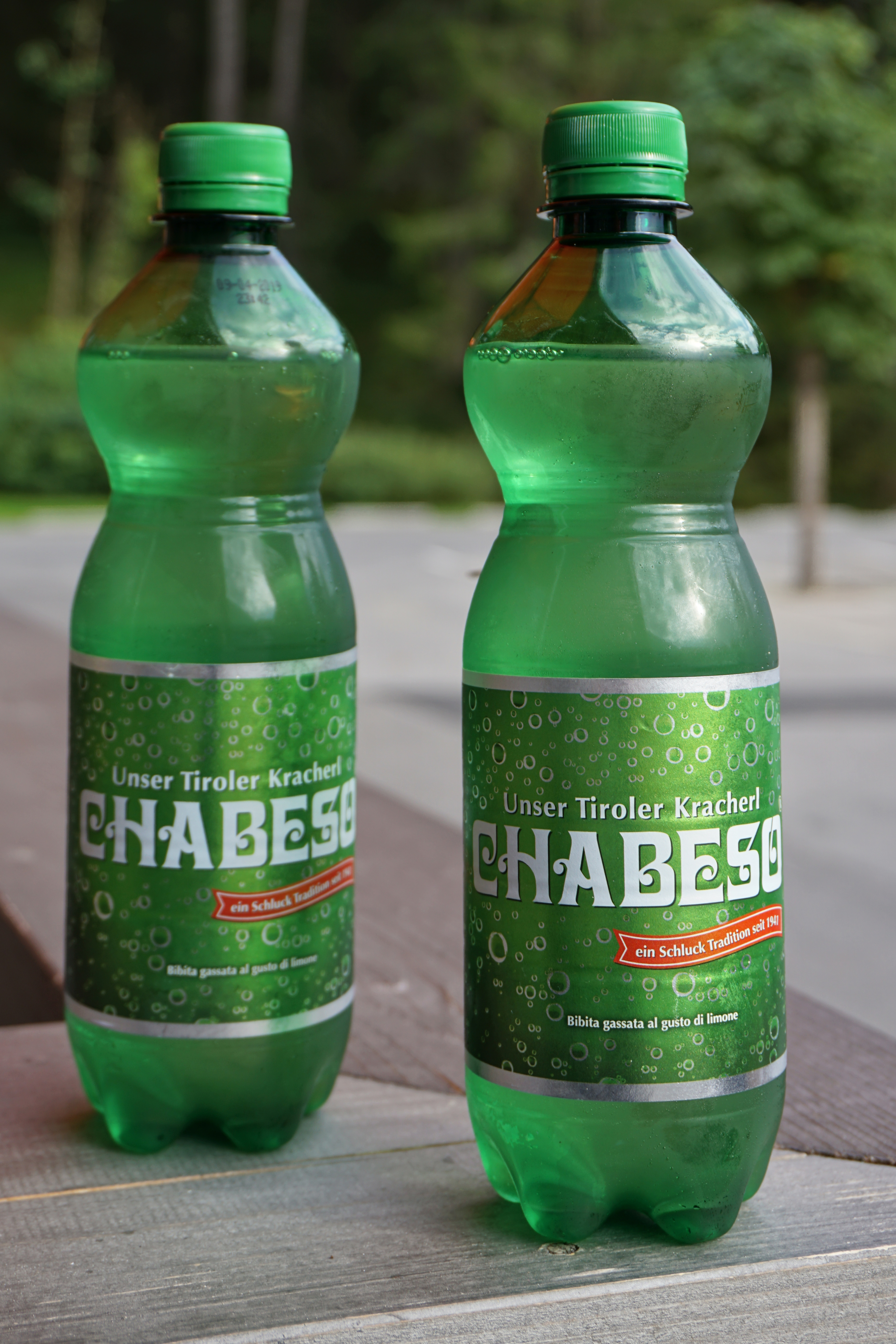
Zwei 0,5-L-Chabeso-Flaschen

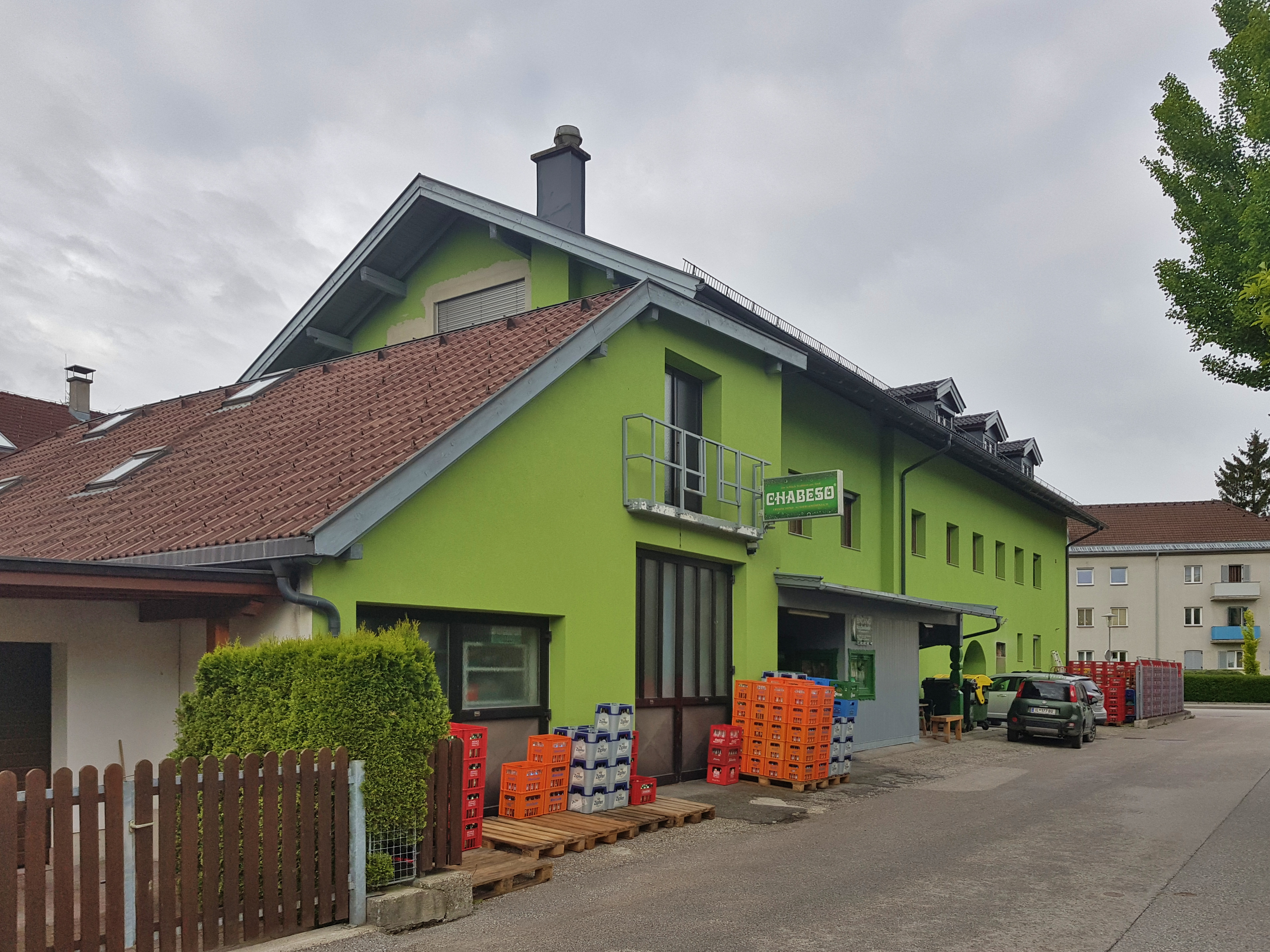
Musack Limonaden Wattens

Die Firma Iris Musack Limonaden erzeugt in Wattens seit 1939 ein Zitronen-Kracherl. Die zugesetzten Aromen sind verantwortlich für den speziellen Geschmack des Getränks, welcher unterschiedlich mit Gletscherzuckerl, Gummibären oder Bazooka verglichen wird. Der Vertrieb erfolgt einerseits über Rampenverkauf in Wattens und andererseits seit 2013 über die Tiroler Supermarktkette MPreis.